# Якоб Юсефсон
Якоб Юсефсон (швед. Jacob Josefson; 2 березня 1991, м. Стокгольм, Швеція) — шведський хокеїст, центральний нападник. Виступає за «Нью-Джерсі Девілс» у Національній хокейній лізі.
Вихованець хокейної школи «Юргорден» (Стокгольм). Виступав за «Юргорден» (Стокгольм), «Олбані Девілс» (АХЛ), «Нью-Джерсі Девілс».
В чемпіонатах НХЛ — 180 матчів (13+23), у турнірах Кубка Стенлі — 6 матчів (0+1). В чемпіонатах Швеції — 94 матчі (13+23), у плей-оф — 14 матчів (3+2).
У складі національної збірної Швеції учасник чемпіонату світу 2015 (8 матчів, 2+2); учасник EHT 2015 (2 матчі, 0+0). У складі молодіжної збірної Швеції учасник чемпіонатів світу 2009 і 2010. У складі юніорської збірної Швеції учасник чемпіонатів світу 2008 і 2009.
Досягнення
- Срібний призер чемпіонату Швеції (2010)
- Срібний призер молодіжного чемпіонату світу (2009), бронзовий призер (2010)